# Walther L. Bernecker
Walther Ludwig Bernecker (* 17. Juli 1947 in Dollnstein) ist ein deutscher Romanist, Historiker und ehemaliger Professor für Auslandswissenschaft (Romanischsprachige Kulturen) an der Friedrich-Alexander-Universität Erlangen-Nürnberg.

## Leben
Nach dem Schulbesuch in Spanien und dem Wehrdienst studierte Bernecker von 1968 bis 1973 an der Universität Erlangen-Nürnberg Geschichte, Germanistik und Hispanistik und legte in allen drei Fächern das erste Staatsexamen für das Gymnasial-Lehramt ab. Danach war er bis 1977 wissenschaftlicher Mitarbeiter am Lehrstuhl für Neuere und Neueste Geschichte der Universität Augsburg. Mit einer Arbeit zur Geschichte der sozialen Revolution in Spanien (1936–1939) (Anarchismus und Bürgerkrieg) wurde er 1976 an der Universität Erlangen-Nürnberg promoviert. Nach dem Lehramtsreferendariat und dem zweiten Staatsexamen war er von 1979 bis 1984 als Akademischer Rat erneut an der Universität Augsburg tätig, wo er sich 1986 habilitierte. Mit einem Feodor Lynen-Forschungsstipendium der Alexander-von-Humboldt-Stiftung war er 1984/85 Gastwissenschaftler am Center for Latin American Studies (bei John W. Boyer) an der University of Chicago. 
Von 1986 bis 1988 übernahm er Lehrstuhlvertretungen an den Universitäten Bielefeld und Augsburg. 1988 wurde er als Professor auf den Lehrstuhl für Neuere Allgemeine Geschichte an der Universität Bern berufen. 1992 wechselte er auf den Lehrstuhl für Auslandswissenschaft (Romanischsprachige Kulturen) an der Wirtschafts- und Sozialwissenschaftlichen Fakultät (WiSo) der Universität Erlangen-Nürnberg, den er bis zu seiner Emeritierung 2014 innehatte. Von 1995 bis 1998 war er Direktor des Zentralinstitut für Regionalforschung. Von 1996 bis 1998 war er Prodekan und anschließend bis 2001 Dekan der WiSo-Fakultät. 2002/03 war er in Nürnberg beurlaubt, um den Sonderlehrstuhl „Wilhelm und Alexander von Humboldt“ in Mexiko-Stadt zu übernehmen. 

## Wirken
Bernecker ist Autor zahlreicher Publikationen zur spanischen, portugiesischen und lateinamerikanischen Geschichte. Seit seiner Dissertationsschrift Anarchismus und Bürgerkrieg befasste er sich in mehreren Artikeln mit dem Thema Anarchismus.
Bernecker war von 1996 bis 2012 Vorsitzender des Deutschen Spanischlehrerverbandes und von 2004 bis 2007 Präsident der internationalen Vereinigung der Spanischlehrerverbände (FIAPE). Er ist Vorsitzender des Kuratoriums des Instituts für Fremdsprachen und Auslandskunde bei der Universität Erlangen-Nürnberg (seit 1995), Vorsitzender des Wissenschaftlichen Beirates der „Arbeitsgemeinschaft für Interkulturelle Begegnung“ (Bonn) sowie stellvertretender Vorsitzender von „Wirtschaft und Gesellschaft e. V.“ (Erlangen). Von 2007 bis 2009 leitete er das Bayerische Hochschulzentrum für Lateinamerika (BAYLAT). 
Im Jahr 2007 wurde er wegen seiner herausragenden Verdienste um die Erforschung der spanischen Geschichte und die Verbreitung der spanischen Sprache von König Juan Carlos I. von Spanien mit dem Ordentlichen Komturkreuz des Ordens Isabel la Católica geehrt. Im Jahr 2009 ist ihm das Verdienstkreuz am Bande des Verdienstordens der Bundesrepublik Deutschland verliehen worden. Seit 2011 ist er ordentliches Mitglied der Academia Europaea.

## Schriften (Auswahl)

### In deutscher Sprache
- Anarchismus und Bürgerkrieg. Zur Geschichte der sozialen Revolution in Spanien 1936–1939. Hoffmann und Campe, Hamburg 1978 (Zugl. Dissertation, Universität Erlangen-Nürnberg, 1976); Neuauflage: Verlag Graswurzelrevolution, Nettersheim 2006, ISBN 3-939045-03-9, ISBN 978-3-939045-03-8.
- Industrie und Außenhandel. Zur politischen Ökonomie Mexikos im 19. Jahrhundert (= Forschungen zu Lateinamerika, Bd. 13). Saarbrücken, Breitenbach, Fort Lauderdale 1987, ISBN 3-88156-388-1 (Zugl. Teildruck der Habilitationsschrift, Universität Augsburg, 1986).
- Spanien-Lexikon. Wirtschaft, Politik, Kultur, Gesellschaft. Beck Verlag, München 1990, ISBN 3-406-34724-X.
- Krieg in Spanien 1936–1939. Wissenschaftliche Buchgesellschaft, Darmstadt 1991, ISBN 3-534-08021-1; 2., vollst. überarb. und erw. Auflage. Wissenschaftliche Buchgesellschaft, Darmstadt 2005, ISBN 3-534-19027-0.
- Kleine Geschichte Haitis. Suhrkamp, Frankfurt am Main 1994, ISBN 3-518-11994-X.
- Handbuch der Geschichte Lateinamerikas. 3 Bände, Klett-Cotta, Stuttgart 1996.
- mit Klaus Dirscherl (Hrsg.): Spanien heute. Politik, Wirtschaft, Kultur. Vervuert Verlag, Frankfurt am Main 2004, ISBN 978-3-89354591-9.
- Geschichte Spaniens im 20. Jahrhundert. Beck Verlag, München 2010, ISBN 978-3-406-60159-0.
- mit Sören Brinkmann: Spanien – Zwischen Erinnerung und Zeitgeschichte, Version: 1.0, in: Docupedia-Zeitgeschichte, veröffentlicht am 17. März 2011.
- Spanische Geschichte. 6. Auflage. Beck Verlag, München 2015, ISBN 978-3-406-48087-4.
- Das Franco-Regime in Spanien. Der Streit um einen chamäleonhaften Systemtypus. Peter Lang Verlag, Pieterlen und Bern 2016, ISBN 978-3-63167938-8.
- mit Torsten Eßer und Peter A. Kraus: Eine kleine Geschichte Kataloniens, 2. Auflage. Suhrkamp Verlag, Frankfurt am Main 2016, ISBN 978-3-518-45879-2.
- Spaniens Geschichte seit dem Bürgerkrieg, 6. Auflage. Beck Verlag, München 2018, ISBN 978-3-406-71394-1.

### In spanischer Sprache
- Guerra en España (1936–1939), Editorial Síntesis, Madrid 1996, ISBN 978-84-7738-373-4.
- España, del consenso a la polarización. Cambios en la democracia española, Verlag Iberoamericana Editorial Vervuert, S.L., Madrid, Frankfurt am Main 2007, ISBN 978-84-8489304-2.
- España entre tradición y modernidad. Política, economía, sociedad (siglos XIX y XX), Siglo XXI de España Editores, Madrid, Mexico 2009, ISBN 978-84-323-1394-3.
- Memorias divididas. Guerra civil y franquismo en la sociedad y la política españolas, Verlag Abada Editores, Madrid 2009, ISBN 978-84-96775-63-3.
- mit Helmut Altrichter: Historia de España en el siglo XX, Marcial Pons Ediciones Jurídicas y Sociales, Madrid 2014, ISBN 978-84-15948-35-3.